# 2,5,5-三甲基庚烷
2,5,5-三甲基庚烷是一种有机化合物，化学式为C10H22，是癸烷的同分异构体之一。它可由3,3,6-三甲基-1,5-庚二烯（或2,5,5-三甲基1,trans-3,6-庚三烯或野菊花醇）还原得到。有报道指出在机动车尾气中被检测出2,5,5-三甲基庚烷。